# CamelCase

La parola camelCase sovrapposta a un cammello, a illustrare l’origine del nome.

La camelCase, è la pratica nata durante gli anni settanta di scrivere parole composte o frasi unendo tutte le parole tra loro, ma lasciando le loro iniziali maiuscole, eccetto per la prima lettera assoluta della frase che rimane in minuscolo. Nel caso la prima lettera fosse maiuscola si parlerebbe di Pascal Case, dato che questa nomenclatura ha origine dal Pascal. Entrambe le notazioni trovano uso in linguaggi come Java dove, in PascalCase, si definiscono i nomi delle classi e in camelCase si definiscono le proprietà di un oggetto. Il nome camel case deriva dai "salti" all'interno di una parola, che fanno venire in mente le gobbe di un cammello.

## Programmazione e codifica
L'uso di medial caps per gli identificatori composti è consigliato dalle linee guida sullo stile di codifica di molte organizzazioni o progetti software. Per alcuni linguaggi (come Mesa, Pascal, Modula, Java e .NET) questa pratica è raccomandata dagli sviluppatori stessi del linguaggio o da manuali autorevoli ed entra quindi a far parte della 'cultura' del linguaggio.
Le linee guida di stile spesso distinguono tra maiuscole e minuscole, tipicamente specificando quale varietà dovrebbe essere utilizzata per tipi specifici di entità: variabili, campi record, metodi, procedure, funzioni, subroutine, tipi, ecc. Queste regole sono talvolta supportate da strumenti di analisi statica che controllano il codice sorgente per verificarne l'aderenza.
La notazione detta "ungherese", ad esempio, prevede che a tutti i nomi delle variabili sia anteposta un'abbreviazione minuscola per il "tipo di utilizzo", e che il primo carattere del nome effettivo della variabile sia maiuscolo per separarlo visivamente dal prefisso; anch'essa è quindi una forma di notazione camelCase
Gli identificatori all'interno di un programma spesso devono contenere acronimi e iniziali già in maiuscolo, come "old HTML File". Per aderenza alle regole relative a maiuscole e minuscole, il nome sarebbe reso in camelCase con l'abbreviazione tutta in maiuscolo, cioè "oldHTMLFile". Tuttavia, questo approccio è problematico quando due acronimi ricorrono insieme (ad esempio, "parse DBM XML" diventerebbe "parseDBMXML") o quando lo standard impone minuscole e minuscole ma il nome inizia con un'abbreviazione (ad es. "SQL server" diventerebbe "sQLServer "). Per questo motivo, alcuni programmatori preferiscono trattare le abbreviazioni come se fossero parole minuscole e scrivere "oldHtmlFile", "parseDbmXml" o "sqlServer". Tuttavia, questo può rendere più difficile riconoscere che una determinata parola è intesa come acronimo.

## Markup link Wiki
La camelCase viene utilizzata in alcuni linguaggi di markup wiki per termini che dovrebbero essere collegati automaticamente ad altre pagine wiki. Questa convenzione era originariamente utilizzata nel software wiki originale di Ward Cunningham, WikiWikiWeb, e può essere attivata nella maggior parte degli altri wiki. Alcuni motori wiki, come TiddlyWiki, Trac e PmWiki lo utilizzano nelle impostazioni predefinite, ma di solito forniscono anche un meccanismo di configurazione o un plugin per disabilitarlo. Wikipedia in precedenza utilizzava anche il collegamento della camelCase, ma è passata al markup del collegamento esplicito utilizzando parentesi quadre e molti altri siti wiki hanno fatto lo stesso. Alcuni wiki che non utilizzano il collegamento della camelCase possono ancora utilizzare la camelCase come convenzione di denominazione, come AboutUs.

## Altri usi
Il registro NIEM richiede che gli elementi di dati XML utilizzino la camelCase maiuscola e gli attributi XML utilizzino quella minuscola.
Le interfacce della riga di comando e i linguaggi di scripting più diffusi non sono in grado di gestire facilmente i nomi di file che contengono spazi incorporati (di solito richiedono che il nome venga messo tra virgolette). Pertanto, gli utenti di questi sistemi ricorrono spesso a lettere maiuscole (o trattini bassi [underscore], tratti d'unione [hyphens] e altri caratteri "sicuri") per nomi di file composti come MyJobResume.pdf.
I servizi di microblogging e di social networking che limitano il numero di caratteri in un messaggio sono potenziali sbocchi per le capitali mediali. L'uso di lettere maiuscole tra le parole riduce il numero di spazi, e quindi il numero di caratteri, in un dato messaggio, consentendo a più contenuti di adattarsi allo spazio limitato. Gli hashtag, specialmente quelli lunghi, usano spesso le maiuscole per mantenere la leggibilità (ad esempio, #CollegeStudentProblems è più facile da leggere rispetto a #collegestudentproblems).
Negli URL dei siti Web, gli spazi sono codificati in percentuale come "% 20", rendendo l'indirizzo più lungo e meno leggibile. Omettendo gli spazi, la notazione a cammello non presenta questo problema.

## Studi sulla leggibilità
La camelCase è stata criticata in quanto ha un impatto negativo sulla leggibilità a causa della rimozione di spazi e delle maiuscole di ogni parola.
Uno studio del 2009, che ha confrontato lo snake case con la camelCase, ha scoperto che gli identificatori della camelCase potevano essere riconosciuti con maggiore precisione sia tra i programmatori che tra i non programmatori e che i programmatori già addestrati nella camelCase erano in grado di riconoscere quegli identificatori più velocemente degli identificatori del caso del serpente sottolineati.
Uno studio di follow-up del 2010, alle stesse condizioni ma utilizzando un metodo di misurazione migliorato con l'uso di apparecchiature per il tracciamento degli occhi, indica: "Mentre i risultati non indicano alcuna differenza di accuratezza tra i due stili, i soggetti riconoscono gli identificatori nello stile di sottolineatura più rapidamente. "
L'incoerenza di stili composti da più parole o combinazioni di stili all'interno di un unico nome possono creare confusione. Un esempio interessante è "Licenza Creative Commons Attribution-ShareAlike 3.0 Unported", che nomina una "cosa" utilizzando tre metodi di combinazione di più parole contemporaneamente: spazio, trattino e CamelCase superiore. Le difficoltà sorgono quando viene creata una nuova cosa combinando le cose con diverse convenzioni di denominazione. Quando la creazione è dinamica e continua nel tempo, può essere più complicato cercare di trasformare i singoli stili nativi in uno stile generale coerente.